# Heraclio Botana
Enrique Heraclio Botana Pérez (Mourente, Pontevedra, 1871 - Vigo, 27 de agosto de 1936) fue un dirigente socialista español.

## Biografía
Era medio hermano de Manuel Portela Valladares y trabajó como tipógrafo en Vigo, donde fue fundador de la UGT de dicha ciudad, presidente de la Agrupación Socialista de Vigo, director del diario Solidaridad desde el 1901 y organizador de la huelga de tipógrafos de 1905.
En 1913 fue elegido concejal de Vigo por el PSOE. Presidente de la Casa del Pueblo de Vigo, en 1931 fue uno de los políticos y sindicalistas que proclamó la Segunda República en Vigo. Poco después, fue elegido diputado por la provincia de Pontevedra en las elecciones a Cortes Constituyentes de 1931. Defensor de la alianza socialista con los sectores republicanos, la radicalización de su partido que culminó con la Revolución de 1934 lo apartó de la política.
El estallido de la guerra civil española le sorprendió en Vigo, donde formaba parte del comité del Frente Popular. Una vez asegurado el triunfo de la sublevación fue arrestado por los sublevados al igual que otros dirigentes de izquierda de la ciudad. Tras ser condenado a muerte en un consejo de guerra sumarísimo por el delito de traición, el 20 de agosto, siete días después fue fusilado en el cementerio de Pereiró con otros dirigentes socialistas y republicanos, como el alcalde Emilio Martínez Garrido y los diputados Antonio Bilbatúa Zubeldía e Ignacio Seoane Fernández.